# Kanazawa Shin
Shin Kanazawa (金沢 慎 Kanazawa Shin, sinh ngày 9 tháng 9 năm 1983 ở Ōmiya, Saitama) là một cầu thủ bóng đá người Nhật Bản hiện tại thi đấu cho Omiya Ardija.

## Thống kê sự nghiệp câu lạc bộ
Cập nhật đến ngày 23 tháng 2 năm 2016.
| Thành tích câu lạc bộ | Thành tích câu lạc bộ | Thành tích câu lạc bộ | Giải vô địch | Giải vô địch | Cúp                   | Cúp                   | Cúp Liên đoàn | Cúp Liên đoàn | Châu lục | Châu lục  | Tổng cộng | Tổng cộng |
| Mùa giải              | Câu lạc bộ            | Giải vô địch          | Số trận      | Bàn thắng    | Số trận               | Bàn thắng             | Số trận       | Bàn thắng     | Số trận  | Bàn thắng | Số trận   | Bàn thắng |
| Nhật Bản              | Nhật Bản              | Nhật Bản              | Giải vô địch | Giải vô địch | Cúp Hoàng đế Nhật Bản | Cúp Hoàng đế Nhật Bản | J. League Cup | J. League Cup | AFC      | AFC       | Tổng cộng | Tổng cộng |
| --------------------- | --------------------- | --------------------- | ------------ | ------------ | --------------------- | --------------------- | ------------- | ------------- | -------- | --------- | --------- | --------- |
| 2002                  | Omiya Ardija          | J2 League             | 28           | 1            | 1                     | 0                     | -             | -             | -        | -         | 29        | 1         |
| 2003                  | Omiya Ardija          | J2 League             | 7            | 0            | 2                     | 0                     | -             | -             | -        | -         | 9         | 0         |
| 2004                  | Omiya Ardija          | J2 League             | 41           | 4            | 2                     | 0                     | -             | -             | -        | -         | 43        | 4         |
| 2005                  | Omiya Ardija          | J1 League             | 17           | 0            | 3                     | 0                     | 4             | 0             | -        | -         | 24        | 0         |
| 2006                  | Tokyo Verdy 1969      | J2 League             | 30           | 0            | 1                     | 0                     | -             | -             | 2        | 0         | 33        | 0         |
| 2007                  | Tokyo Verdy 1969      | J2 League             | 20           | 3            | 1                     | 0                     | -             | -             | -        | -         | 21        | 3         |
| 2008                  | Omiya Ardija          | J1 League             | 22           | 0            | 2                     | 0                     | 3             | 0             | -        | -         | 27        | 0         |
| 2009                  | Omiya Ardija          | J1 League             | 29           | 0            | 2                     | 0                     | 6             | 0             | -        | -         | 37        | 0         |
| 2010                  | Omiya Ardija          | J1 League             | 29           | 0            | 2                     | 1                     | 5             | 1             | -        | -         | 36        | 2         |
| 2011                  | Omiya Ardija          | J1 League             | 18           | 1            | 0                     | 0                     | 1             | 1             | -        | -         | 19        | 2         |
| 2012                  | Omiya Ardija          | J1 League             | 17           | 1            | 3                     | 0                     | 2             | 0             | -        | -         | 22        | 1         |
| 2013                  | Omiya Ardija          | J1 League             | 25           | 2            | 1                     | 0                     | 3             | 0             | -        | -         | 29        | 2         |
| 2014                  | Omiya Ardija          | J1 League             | 18           | 1            | 1                     | 0                     | 2             | 0             | -        | -         | 21        | 1         |
| 2015                  | Omiya Ardija          | J2 League             | 23           | 1            | 2                     | 0                     | -             | -             | -        | -         | 25        | 1         |
| Tổng cộng sự nghiệp   | Tổng cộng sự nghiệp   | Tổng cộng sự nghiệp   | 324          | 14           | 23                    | 1                     | 26            | 2             | 2        | 0         | 375       | 17        |